# マジック・バス
「マジック・バス」（Magic Bus）は、イギリスのロックバンド、ザ・フーの楽曲。1968年にシングルリリースされた。作詞・作曲はピート・タウンゼント。オリジナルアルバム未収録曲。

## 解説
タウンゼントは「この曲は「マイ・ジェネレーション」と同じ頃に書いたものだ」と説明している。ザ・フーによって発表される前に、デッカ・レコードに所属するプティング（The Pudding）というバンドに提供されて1967年4月に発表された。
ボー・ディドリー風のリズムを取り入れた曲で、タウンゼントは「ザ・フーの曲の中で、演奏していて一番楽しい」と語っているが、ジョン・エントウィッスルはベースのパートが単調なので大嫌いだったという。ジェス・ローデンがコーラスで参加している。イギリスでは最高位26位と、25位を記録した前作「ドッグス」を下回る結果に終わった。一方、アメリカでの最高位は25位だった。
即興演奏的要素が強いためか、コンサートでは頻繁に取り上げられ、時には10分を越える長尺の演奏になった。ライブ・アルバム『ライヴ・アット・リーズ』に収録されている1970年のリーズ大学での公演でも7分超の演奏が展開された。

## 別バージョン
本曲にはオリジナルを含めて、以下の5つのバージョンが存在する。
- オリジナル・バージョン。モノラル・ミックス。演奏時間は約3分20秒。

- 編集盤『マジック・バス～ザ・フー・オン・ツアー』(1968年）[13][注釈 2]に収録。ステレオ・ミックス。
- 編集盤『ミーティ・ビーティ・ビッグ・アンド・バウンシィ』(1971年）[14]と『ヒッツ50（英語版）』（2014年）[15]に収録。約4分半のロング・バージョン。擬似ステレオ・ミックス。ボーカルがダブル・トラックで。エンディングがフェイドアウトしない。
- 編集盤『ザ・シングルズ（英語版）』（1984年）[16]に収録。『ミーティ・ビーティ…』に収録されたものと基本的には同じだが、イントロダクションが長い。
- 編集盤『マジック・バス～…』CDに収録。イントロダクションが長いステレオ・バージョン。

## 映画『キッズ・アー・オールライト』
1968年10月7日、本曲の演奏を模したリップシンクのモノクロ映像が、当時西ドイツのブレーメンにあったダス・エルステのテレビ番組『ビート・クラブ』のスタジオで撮影され、10月12日と11月16日に放送された。この映像の一部がドキュメンタリー映画『キッズ・アー・オールライト』（1979年）に収録され、本曲もアルバム『キッズ・アー・オールライト (サウンドトラック)』に収録された。